# SOMPOアセットマネジメント
SOMPOアセットマネジメント株式会社（ソンポアセットマネジメント）はSOMPOホールディングス傘下のアセットマネジメント会社である。

## 概要
当社は損害保険ジャパン（損保ジャパン、初代法人）と日本興亜損害保険（日本興亜損保）の経営統合により誕生したNKSJホールディングス（現・SOMPOホールディングス）のグループ会社再編の一環として、両社のアセットマネジメント事業を手がける子会社同士の統合により発足したものである。
同時に当社は損保ジャパン・日本興亜損保からの現物配当により、NKSJホールディングスの子会社となった。損保ジャパン及び日本興亜損保以外のグループ会社がNKSJホールディングスの子会社となるのは初めてである。2013年3月に同社の完全子会社となった。
発足当初は損保ジャパン日本興亜アセットマネジメント（そんぽジャパンにっぽんこうあアセットマネジメント、英文社名:Sompo Japan Nipponkoa Asset Management Co., Ltd.）であったが、2020年4月に「SOMPO」を冠した短い商号に変更された。

## 沿革
- 1986年2月 - 損保ジャパンの前身の一つである安田火災が完全子会社の安田火災投資顧問（やすだかさいとうしこもん）を設立。
- 1991年6月 - 安田火災投資顧問がブリンソン・パートナーズ投資顧問と資本提携し、安田火災ブリンソン投資顧問に商号変更。
- 1997年11月 - 日商岩井の完全子会社として日商岩井投資顧問を設立。
- 1998年
  - 1月 - 前月（1997年12月）のブリンソン・パートナーズ投資顧問との提携解消に伴い、安田火災グローバル・アセット・マネジメントに商号変更。
  - 3月 - 証券投資信託委託業の免許取得により安田火災グローバル投信投資顧問に商号変更。
- 1999年2月 - 安田火災グローバル投信投資顧問がTCW社と資本提携を結ぶ。
- 2002年7月 - 安田火災と日産火災の統合で損保ジャパンが発足したことに伴い、損保ジャパン・アセットマネジメントに商号変更。
- 2003年
  - 5月 - 日商岩井投資顧問がアメリカのタクト・アセット・マネジメント・インクの株式を取得。
  - 10月 - 日商岩井のアメリカ会社が日商岩井投資顧問を傘下に収める。
- 2004年4月 - 日商岩井とニチメンの統合で双日が発足したことに伴い、双日投資顧問に商号変更。
- 2005年4月 - 日本興亜損保が双日投資顧問を傘下に収め、ゼスト・アセットマネジメントに商号変更。同時にタクト・アセット・マネジメント・インクを完全子会社化。
- 2010年10月 - 損保ジャパン・アセットマネジメントがゼスト・アセットマネジメントを吸収合併し、損保ジャパン日本興亜アセットマネジメントに商号変更。同時にNKSJホールディングス（現・SOMPOホールディングス）の直接子会社となる。
- 2013年3月 - 合併後も引き続き当社に出資していたThe TCW Group, Inc.との資本提携を解消し、NKSJホールディングス（現・SOMPOホールディングス）の完全子会社となる。
- 2016年12月 - 個人型確定拠出年金の取り扱いを開始。なお、コールセンター・Webサービス・記録関連業務については、グループ会社である損保ジャパン日本興亜DC証券（現・損保ジャパンDC証券）に業務委託し、加入者向けのサービスは同社から提供される。
- 2020年4月 - SOMPOアセットマネジメント株式会社へ商号変更[1]。